# Kullat Nunu
Kullat Nunu eller Eta Piscium (η Piscium, förkortat Eta Psc, η Psc), som är stjärnans Bayerbeteckning, är en gul jättestjärna belägen i östra delen av stjärnbilden Fiskarna och den ljusate stjärnan i stjärnbilden. Den har en skenbar magnitud på +3,62 och är synlig för blotta ögat. Den befinner sig på ett avstånd av ca 350 ljusår (ca 107 parsek) från solen.

## Nomenklatur
Eta Piscium hade ett dunkelt babyloniskt namn, Kullat Nūnu, där det senare är det babyloniska ordet för fisk och det första, Kullat, hänvisar till antingen en hink eller ett band som binder ihop fisken.
Stjärnan är även betecknad Alpherg.

## Egenskaper
Den totala luminositeten hos Kullat Nūnu är 316 gånger större än solens, medan dess yttemperatur är lägre, 4 930 K. Stjärnan har en radie av 26 ± 2 gånger solens och dess massa är 3,5 till 4 gånger större än solens.
Kullat Nūnu har en svag följeslagare med en separation på ca 1 bågsekund. 